# Heitoraí
Heitoraí é um município brasileiro do estado de Goiás. Sua população estimada em 2004 era de 3.663 habitantes.